# Wanderer Ridge
Wanderer Ridge  ist ein mit Tussock bewachsener Gebirgskamm mit verstreuten Bachläufen und Tümpeln auf Bird Island im Archipel Südgeorgiens im Südatlantik. Er ragt bis zu 120 m hoch in nordwest-südöstlicher Ausrichtung östlich der Jordan Cove auf.
Britische Wissenschaftler benannten ihn 1968 nach dem Wanderalbatros (englisch Wandering albatross).